# Hans Lang (compositeur)
Pour les articles homonymes, voir Lang.
Hans Lang, né le 5 juillet 1908 à Vienne, et y décédé le 28 janvier 1992, est un compositeur autrichien de musique légère et de chansons viennoises.

## Biographie
Hans Lang fréquente d'abord la Handelsakademie de Vienne et étudie la musique avec Carl Lafite au Neues Wiener Konservatorium.  Il est membre du conseil d'administration d'Austro-Mechana et vice-président de l'association des auteurs dramatiques et compositeurs (Genossenschaft dramatischer Autoren und Komponisten).  Il compose de la musique de scène pour environ 25 comédies telles que Hofrat Geiger, Fiakermilli et Der alte Sünder.
À partir de 1950, il atteint la notoriété pour ses musiques de film. En duo avec sa partenaire Maria Andergast, Hans Lang chante certaines de ses chansons. Il écrit le scénario du film Haifische der Nachkriegszeit (1925) ainsi que l'opérette Lisa, benimm dich ! dont la première représentation a lieu le 21 mars 1939 à Vienne. Pour de nombreuses pièces, il travaille avec le librettiste Erich Meder. Beaucoup de ses chansons viennoises sont devenues très populaires. Sous le pseudonyme de Lois Wurzinger, Lang a composé des chansons folkloriques.
Il meurt à Vienne en 1992 et repose dans une tombe d'honneur du cimetière de Neustift. Depuis 1996, une rue porte son nom dans  le 22e arrondissement de Vienne (Donaustadt) : la Hans-Lang-Weg.

## Œuvres principales

### Lieder
- Wozu ist die Straße da
- Lach ein bissel, wein ein bissel
- Man muss warten können auf das Glück
- Liebe kleine Schaffnerin
- Der alte Herr Kanzleirat
- Wenn der Steffel wieder wird, so wie er war
- Mariandl
- Du bist die Rose vom Wörthersee
- Alles made in Austria
- In Wien, da bleibt die Zeit ein bisserl stehn
- Stell dir vor, es geht das Licht aus
- Wenn ich mit meinem Dackel
- Wann i blau bin-siecht mei Alte "Rot"
- Aus Urfahr war mein Vorfahr (= Im Tröpferlbad = In der Straßenbahn)
- Wir sind Straßenkameraden
- Das Wiener Wetter
- Der alte Sünder
- Meine Rosa ist aus Böhmen
- Der alte Specht
- I riech an Wein
- Der Herr Torero
- Abend am Almsee
- Bauernrumba
- Bauernsamba
- Jetzt ist es still
- Jede Zeit
- Sommersprossen
- Mäuse im Klavier
- Ein Glaserl Wein

### Musique de film
| - 1936: Lumpacivagabundus - 1938: Der Hampelmann - 1939: Hurra! Ich bin Papa! - 1939: Das jüngste Gericht - 1947: Der Hofrat Geiger - 1948: Der Herr Kanzleirat - 1950: Auf der Alm, da gibt’s ka Sünd - 1951: Der alte Sünder - 1951: Zwei in einem Auto - 1951: Hallo Dienstmann - 1951: Eva erbt das Paradies - 1952: Knall und Fall als Hochstaple - 1952: Du bist die Rose vom Wörthersee - 1952: Der Obersteiger - 1952: Der Mann in der Wanne - 1953: Die Fiakermilli - 1953: Straßenserenade - 1953: Knall und Fall als Detektive - 1953: Kaiserwalzer | - 1954: Kaisermanöver - 1955: Die Wirtin zur Goldenen Krone - 1956: Liebe, Schnee und Sonnenschein - 1956: Lumpazivagabundus - 1956: Verlobung am Wolfgangsee - 1956: Lügen haben hübsche Beine - 1956: Wenn Poldi ins Manöver zieht - 1956: Le Bal de l'empereur (Kaiserball) - 1956: Kaiserjäger - 1956: Husarenmanöver - 1957: Ober, zahlen ! - 1957: Heiratskandidaten - 1957: Heimweh… dort, wo die Blumen blühn - 1957: Die Lindenwirtin vom Donaustrand - 1957: Wien, du Stadt meiner Träume - 1958: Immer die Radfahrer - 1958: Hallo, Taxi - 1958: Man ist nur zweimal jung - 1961: Mariandl - 1962: Mariandls Heimkehr |